# Tom Maddox
Pour les articles homonymes, voir Maddox.
Tom Maddox, né en octobre 1945 à Beckley (Virginie-Occidentale) et mort le 18 octobre 2022, est un écrivain américain de science-fiction.

## Biographie
Tom Maddox est sorti diplômé de l'Evergreen State College avec un Baccalauréat universitaire ès sciences en 1975. Son premier roman, Halo, publié en 1991, est nommé pour le prix Locus du meilleur premier roman. Il a également écrit plusieurs nouvelles et essais sur la science-fiction.
Ami de l'écrivain William Gibson, il a collaboré avec lui sur les scénarios des épisodes Clic mortel (1998) et Maitreya (2000) de la série télévisée X-Files. Il est également à l'origine du terme Intrusion Countermeasures Electronics (ICE) utilisé et popularisé par Gibson, avec sa permission, dans le roman Neuromancien (1984).
Tom Maddox décède le 18 octobre 2022 d'un accident vasculaire cérébral.

## Œuvres

### Romans
- (en) Halo, 1991

### Nouvelles
- (en) The Mind Like a Strange Balloon, 1985
- (en) Snake-Eyes, 1986
- Gaia de silicium, 1986 ((en) Gaia in Silicon)La nouvelle n'a jamais été publiée en anglais
- (en) Spirit of the Night, 1987
- (en) In a Distant Landscape, 1988
- (en) The Robot and the One You Love, 1988
- (en) Florida, 1989
- (en) Baby Strange, 1989
- (en) Gravity's Angel, 1992